# Diocesi di Rouyn-Noranda
La diocesi di Rouyn-Noranda (in latino Dioecesis Ruynensis-Norandensis) è una sede della Chiesa cattolica in Canada suffraganea dell'arcidiocesi di Gatineau. Nel 2022 contava 57.105 battezzati su 62.584 abitanti. È retta dal vescovo Joseph Ferdinand Guy Boulanger.

## Territorio
La diocesi comprende parte della regione québecoise di Abitibi-Témiscamingue.
Sede vescovile è la città di Rouyn-Noranda, dove si trova la cattedrale di San Giuseppe.
Il territorio è suddiviso in 32 parrocchie.

## Storia
La diocesi è stata eretta il 29 novembre 1973 con la bolla Ad aptius christianorum di papa Paolo VI, ricavandone il territorio dalla diocesi di Timmins.
Originariamente suffraganea dell'arcidiocesi di Ottawa, il 31 ottobre 1990 è entrata a far parte della provincia ecclesiastica dell'arcidiocesi di Gatineau.
Dal 16 settembre 2023 è unita in persona episcopi alla diocesi di Amos.

## Cronotassi dei vescovi
Si omettono i periodi di sede vacante non superiori ai 2 anni o non storicamente accertati.
- Jean-Guy Hamelin † (29 novembre 1973 - 30 novembre 2001 ritirato)
- Dorylas Moreau † (30 novembre 2001 - 25 giugno 2019 dimesso)[1]
- Joseph Ferdinand Guy Boulanger, dal 31 gennaio 2020[2]

## Statistiche
La diocesi nel 2022 su una popolazione di 62.584 persone contava 57.105 battezzati, corrispondenti al 91,2% del totale.
| anno | popolazione | popolazione | popolazione | presbiteri | presbiteri | presbiteri | presbiteri                | diaconi | religiosi | religiosi | parrocchie |
| anno | battezzati  | totale      | %           | numero     | secolari   | regolari   | battezzati per presbitero | diaconi | uomini    | donne     | parrocchie |
| ---- | ----------- | ----------- | ----------- | ---------- | ---------- | ---------- | ------------------------- | ------- | --------- | --------- | ---------- |
| 1976 | 56.654      | 59.904      | 94,6        | 70         | 41         | 29         | 809                       |         | 54        | 229       | 40         |
| 1980 | 54.738      | 56.337      | 97,2        | 61         | 37         | 24         | 897                       |         | 49        | 194       | 44         |
| 1990 | 56.862      | 59.176      | 96,1        | 52         | 31         | 21         | 1.093                     |         | 30        | 133       | 37         |
| 1999 | 55.928      | 57.148      | 97,9        | 35         | 26         | 9          | 1.597                     |         | 15        | 90        | 37         |
| 2000 | 56.913      | 58.946      | 96,6        | 31         | 25         | 6          | 1.835                     |         | 10        | 86        | 37         |
| 2001 | 59.908      | 61.538      | 97,4        | 31         | 24         | 7          | 1.932                     |         | 10        | 86        | 39         |
| 2002 | 60.759      | 62.453      | 97,3        | 31         | 25         | 6          | 1.959                     |         | 9         | 82        | 37         |
| 2003 | 59.441      | 61.758      | 96,2        | 34         | 26         | 8          | 1.748                     |         | 9         | 86        | 41         |
| 2004 | 58.901      | 60.503      | 97,4        | 33         | 24         | 9          | 1.784                     |         | 10        | 84        | 39         |
| 2010 | 59.832      | 64.805      | 92,3        | 26         | 18         | 8          | 2.301                     |         | 9         | 86        | 35         |
| 2014 | 62.400      | 67.900      | 91,9        | 26         | 21         | 5          | 2.400                     |         | 6         | 56        | 35         |
| 2017 | 60.200      | 65.490      | 91,9        | 27         | 22         | 5          | 2.229                     |         | 6         | 55        | 35         |
| 2020 | 55.760      | 61.090      | 91,3        | 18         | 17         | 1          | 3.097                     |         | 1         | 49        | 32         |
| 2022 | 57.105      | 62.584      | 91,2        | 19         | 16         | 3          | 3.005                     | 3       | 3         | 46        | 32         |